# Gertrud Leistikow

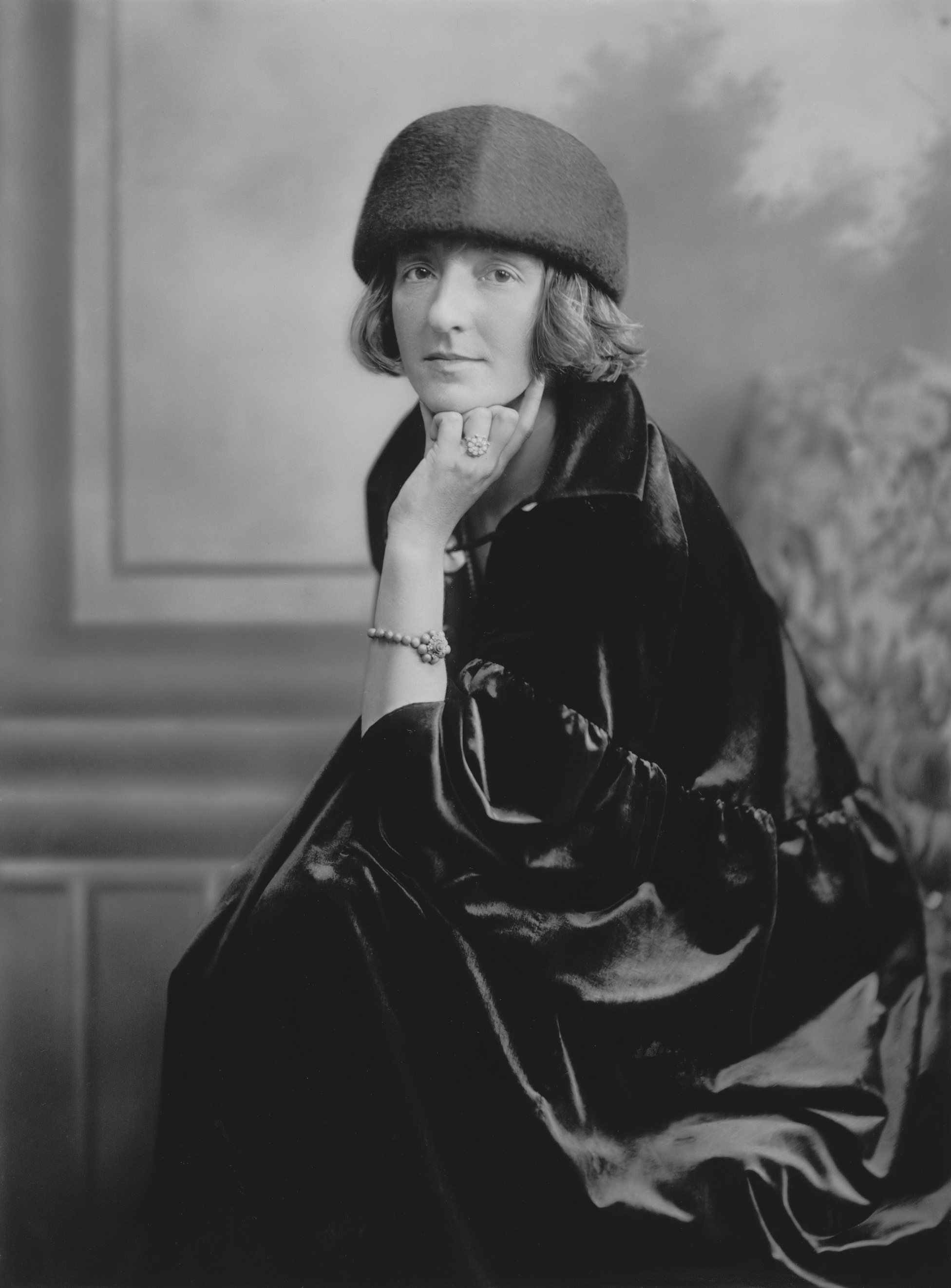
Gertrud Leistikow (1921)

Gertrud Louise Leistikow (Bückeburg (Schaumburg-Lippe), 21 september 1885 – Amsterdam, 9 november 1948) was een Duits-Nederlands danseres, choreografe en onderneemster.
Leistikow werd geboren in het vorstendom Schaumburg-Lippe. Haar vader was militair arts en werd rond 1890 bij Metz gelegerd waar ze naar school ging. Leistikow zat op een internaat in Spa en volgde daarna een opleiding tot tekenlerares in Dresden. In 1907 behoorde ze tot de eerste lichting vrouwen die aan de Kunstgewerbeschule in Dresden werd toegelaten. Leistikow trad vanaf 1909 op als solodanseres met eigen choreografieën. In 1912 huwde ze Werner Müller. Leistikow werd in die periode steeds bekender en haar loopbaan kwam in een versnelling nadat de dichter Hans Brandenburg haar in 1913 in zijn boek 'Der moderne Tanz' een geniale danseres noemde. Ze werd bekend met de Duitse moderne of vrije dans, de Ausdruckstanz. 
In 1914 trad Leistikow voor het eerst op in Nederland als onderdeel van internationale tournees waarbij haar man hielp met het ontwerpen van kostuums, programma’s en affiches. Door het uitbreken van de Eerste Wereldoorlog stagneerde haar carrière omdat er een verbod kwam op optredens. Haar man moest tevens in militaire dienst. Ze woonde in die periode bij haar schoonouders in Halle. In 1916 ging Leistikow moderne dans doceren aan vrouwen aan de Kunstgewerbeschule in Dresden en in private kring trad ze ook weer op. Ze werd verliefd op de Aalsmeerse rozenkweker Piet Jongman toen ze eind 1917 voor de tweede maal in Nederland optrad. Tot 1921 zou ze veel op en neer reizen tussen Nederland en Duitsland en nadat ze in 1920 gescheiden was, huwde ze in 1921 met Jongman. 
Ze vestigde zich toen definitief in Nederland en ging les geven aan het Amsterdams Muzieklyceum. Ze toerde als solodanseres door het land en deed in 1924 een tournee in Nederlands-Indië. Vanaf 1925 gaf ze in Rotterdam les aan het Conservatorium van Jos Holthaus. In 1926 kreeg ze een zoon en in 1929 stopte Leistikow met optreden. Met haar voormalige leerlinge Darja Collin begon ze een dansschool in Den Haag maar deze samenwerking strandde in 1931. Ze startte ook in Rotterdam een dansopleiding waar ook Corrie Hartong bij betrokken was. Dit werd later de Rotterdamse Dansacademie, tegenwoordig Codarts. 
In 1933 ging ze wederom naar Nederlands-Indië. Ze opende in 1937 een dansschool in Malang en gaf op meerdere plaatsen les. In 1939 overleed haar man aan tyfus en hierna keerde ze terug naar Nederland. Ze gaf les in Amsterdam en Zaandam en was tijdens de Tweede Wereldoorlog lid van het dansgilde van de Kultuurkamer. Leistikow overleed in 1948 en werd in Bergen begraven.
- Biografisch Portaal: 75721704
- Gemeinsame Normdatei: 11688522X
- International Standard Name Identifier: 0000 0000 1044 436X
- Library of Congress Control Number: n97872985
- Nationale Bibliotheek van Israël: 987007415094905171
- Nederlandse Thesaurus van Auteursnamen: 071317996
- Système universitaire de documentation: 182432203
- Virtual International Authority File: 64769408
- WorldCat: E39PBJwxFwGvQ3khrMFvBxf8YP